# Ď

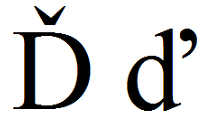
Letra Ďď del alfabeto latino, utilizada en los idiomas checo y eslovaco

La D con carón (Ď, minúscula: ď) es una letra del alfabeto checo y eslovaco que se usa para denotar /ɟ/, la oclusiva palatal sonora, un sonido similar al inglés británico d en dew. También se usó en polabo.
La mayúscula de la letra (Ď) se forma a partir de la D latina con la adición de un háček o carón; la minúscula de la letra (ď) tiene un háček modificado a un trazo parecido a un apóstrofe en lugar de la forma de uve. En el alfabeto, Ď va justo después de la D regular.
Ď también se usa para representar la mayúscula de ð en el escudo de armas de Shetland ; sin embargo, la forma típica es Ð.

## Codificación digital
En Unicode, la mayúscula Ď está codificada en U+010E y la minúscula ď está codificada en U+010F.
| Carácter      | Ď                                 | Ď                                 | ď                               | ď                               |
| ------------- | --------------------------------- | --------------------------------- | ------------------------------- | ------------------------------- |
| Unicode       | LATIN CAPITAL LETTER D WITH CARON | LATIN CAPITAL LETTER D WITH CARON | LATIN SMALL LETTER D WITH CARON | LATIN SMALL LETTER D WITH CARON |
| Codificación  | decimal                           | hex                               | decimal                         | hex                             |
| Unicode       | 270                               | U+010E                            | 271                             | U+010F                          |
| UTF-8         | 196 142                           | C4 8E                             | 196 143                         | C4 8F                           |
| Ref. numérica | &#270;                            | &#x10E;                           | &#271;                          | &#x10F;                         |